# Sefton (Merseyside)
Pour les articles homonymes, voir Sefton.
Sefton est une ville dans le Merseyside en Angleterre. Il est situé dans le district de Sefton. Située à 10.7 kilomètres de Liverpool. Sa population est de 855 habitants (2011, parish, 273 790, district métropolitain), Dans Domesday Book de 1086, il a été énuméré comme Sextone.